# ペタル・スタニッチ
ペタル・スタニッチ（セルビア語: Петар Станић, ラテン文字転写: Petar Stanić、2001年8月14日 - ）は、セルビアのサッカー選手。ポジションはミッドフィールダー。

## 経歴

### レッドスター・ベオグラード
2021年7月3日にレッドスター・ベオグラードと4年契約を結んだ。8月29日のFKチュカリチュキ戦で公式戦デビューを果たした。